# Antonio Agustín
Antonio Agustín, Antonius Augustinus (en latin) ou Antoine Augustin (en français) (Saragosse 26 février 1517 - Tarragone 31 mai 1586) fut un érudit et jurisconsulte espagnol, archevêque de Tarragone.

## Biographie
Il naquit à Saragosse, en 1517. Son père, vice-chancelier d'Aragon et président en chef de la cour souveraine de justice de ce royaume, n'épargna ni les soins ni les dépenses pour l'instruction de ce fils qu'il destinait à l'Église. Il fut envoyé aux universités d'Alcalá de Henares et de Salamanque, d'où il passa à Bologne, en Italie, pour perfectionner les connaissances qu'il avait acquises. À l'âge de vingt-cinq ans, il publia son premier ouvrage, intitulé : Emendationum et Opinonum juris civilis libri quatuor, qui lui fit une grande réputation de savoir et de goût, car il fut un des premiers qui fit servir les antiquités romaines à l'intelligence du droit de ce même peuple. Trois ans après, le pape Paul III le nomma auditeur de rote, sur les instances de l'empereur Charles Quint. Jules III l'envoya en Angleterre, lors du mariage du prince Philippe avec la reine Marie. De retour à Rome, Paul IV lui conféra l'évêché d'Alife, et l'employa en Allemagne auprès de l'empereur Ferdinand. Philippe II, roi d'Espagne, le fit transférer au siège de Lérida, et ce fut en cette qualité qu'il assista au concile de Trente, où il se distingua par ses vertus et ses connaissances. En 1576, il fut fait archevêque de Tarragone, où il mourut en 1586, âgé de 70 ans. Il jouit pendant sa vie de la plus haute considération, et les ouvrages qu'il a laissés lui conserveront un nom célèbre dans tous les temps.

## Publications
Il a laissé un grand nombre d'ouvrages sur le droit romain et le droit ecclésiastique, dont le principal est Dialogi de emendatione Gratiani (1581), des Dialogues sur les médailles, et divers autres ouvrages sur l'histoire.
Nous les diviserons en trois classes, selon qu'ils concernent la littérature, le droit civil, ou les matières ecclésiastiques. Les premiers sont : 
1. In Marcum Terentium Varronem de lingua latina Emendationes et notae, Rome, 1557.
2. In Sextum Pompeium Festum Notae, Rome et Paris.
3. Familiae Romanorum 50, cum Fulvii Ursini notis, Rome, 1557, in-fol. ; cet ouvrage fut réimprimé à Lyon en 1504, in-4°.
4. Fragmenta veterum historicorum ab eo et Fulvio Ursino collecta, Anvers, 1595, in-8°.
5. Epistola ad Hieronymum Blancam de Caesaraugustanae patriae communia episcopis atque concilias, imprimée à la suite des Fasti Arragonen de Blanca.
6. Dialogos de las medallas, inscripciones y otras antiguidades ; cet ouvrage a été traduit en latin, en italien et en d'autres langues. La première édition, Tarragone, 1575, in-4°, est rare.

Les ouvrages suivants ont rapport au droit civil :
1. Emendationum et Opinionum juris civilis lib. et ad Modestinum de excusationibus liber singularis, et ad Laelium Taurellum de miliins Epistola. La première édition est de Lyon, 1544, in-4° ; on l'a réimprimée à Lyon, à Venise et à Bâle.
2. De Legibus et Senalusconsultis, Rome, 1583, in-4° ; réimprimé à Paris et à Lyon.
3. De Propriis Nominibus Pandectarum, Tarragone, 1579, in-fol.
4. Constitutionum codicis Justinianei Collectio, Ilerda, 1567, in-8°.
5. Novellarum Juliani antecessoris Epitome, cum notis et constitutionibus, graece, Ilerda, 1567, in-8° et in-fol.

II a publié sur les matières ecclésiastiques :
1. Antiquae Collectiones Decretalium, cum notis, Ilerda, 1567, in-fol., réimp. à Rome, 1583, in-fol. ; Paris, 1609, in-fol.
2. Canones poenitentiales, cum notis, Tarragone, 1581, in-4°, réimp. à Venise et à Paris.
3. Dialogi de emendatione Gratiani, Tarragone, 1581, in-4°, réimprimé à Paris, 1604, in-8° ; Baluze en donna une édition avec des notes, in-8°.
4. Notae in canones ab Adriano papa promulgatos, etc. Cet ouvrage a été publié dans le 5e volume de la Collection des conciles par Bini.
5. Constitutiones provinciales et synodales Tarraconensium, Tarragone, 1589, in-4°.
6. Epitome juris pontificii veteris, Tarragone, 1586, in-fol., réimp. à Paris, 1641, in-4°.
7. De quibusdam veteribus canonum collectoribus Jtidicium, imprimé dans la Collection des Décisions de la Rote romaine de Th. de Bossi.

## Source partielle
- Marie-Nicolas Bouillet  et Alexis Chassang (dir.), « Antonio Agustín » dans Dictionnaire universel d’histoire et de géographie, 1878 (lire sur Wikisource)
- « Antonio Agustín », dans Louis-Gabriel Michaud, Biographie universelle ancienne et moderne : histoire par ordre alphabétique de la vie publique et privée de tous les hommes avec la collaboration de plus de 300 savants et littérateurs français ou étrangers, 2e édition, 1843-1865 [détail de l’édition]